# Pyrgulopsis californiensis
Pyrgulopsis californiensis är en snäckart som först beskrevs av Gregg och Taylor 1965.  Pyrgulopsis californiensis ingår i släktet Pyrgulopsis och familjen tusensnäckor. Inga underarter finns listade i Catalogue of Life.